# Zoja Dumengjić

Zoja Dumengjić (rođena kao Zoja Petrovna Nepenina; Odesa, Ukrajina, 31. prosinca 1904. – Zagreb, 14. svibnja 2000.) hrvatska arhitektica ruskoga porijekla. Za izniman doprinos hrvatskoj arhitekturi nagrađena je nagradama „Viktor Kovačić” (1979.) i „Vladimir Nazor” za životno djelo (1995.) kao „najveća arhitektica u Hrvatskoj u 20. stoljeću”. U oba slučaja prva je žena, koja je dobila te nagrade.
Rođena je kao Zoja Petrovna Nepenina u Odesi za vrijeme Carske Rusije. Njen otac bio je ruski general Petar Pavlovič Nepenin. Bio je zapovjednik 34. pješačke divizije Ruske armije generala Wrangela. Bio je član Bijele garde tijekom Ruskog građanskog rata. Budući da je bio na poraženoj strani nakon sukoba s Crvenom armijom emigrirao je s obitelji u Veliki Kikindu u Vojvodini, gdje je Zoja Dumengjić završila srednju školu u Rusko-srpskoj gimnaziji.
Došla je u Zagreb studirati na Arhitektonski odjel Tehničkog fakulteta Sveučilišta Kraljevine SHS. Diplomirala je arhitekturu 1927. godine pod mentorstvom Ede Šena i Huga Ehrlicha, kao jedna od prvih žena na tom studiju. U projektnom atelijeru Ignjata Fischera započela je svoju profesionalnu karijeru (1928. - 1930.), gdje je sudjelovala u projektiranju znamenitog prolaza Harmica i stambeno-poslovne zgrade Pod zidom 6 u središtu Zagrebu. Bila je jedna od vrlo rijetkih žena arhitektica svoga vremena u Hrvatskoj. Bila je načelnica Odjela za izgradnju zdravstvenih ustanova 1947. godine, a od 1948. radila je u Arhitektonskom projektnom zavodu. Vodila je Arhitektonsko-projektni biro Dumengjić od 1954. do umirovljenja 1975. godine.
Posebno se istaknula u projektiranju zdravstvenih ustanova, čemu je prethodila specijalizacija u Švicarskoj. Među njezina najznačajnija ostvarenja ubrajaju se: Škola sestara pomoćnica u Mlinarskoj ulici (Zagreb, 1938.), Opća bolnica na Firulama (Split, 1951. - 1976.), domovi zdravlja Črnomerec, Trnje i Medveščak u Zagrebu (1953. - 1960.), te Opća bolnica u Ogulinu (1975.). Međunarodno priznanje stekla je projektom Zaraznog paviljona Gradske zarazne bolnice u Zagrebu, jedinim projektom iz tadašnje Kraljevine Jugoslavije objavljenim u uglednom francuskom časopisu „L'architecture d'aujourd'hui” 1938. godine.
Njezin opus od 188 projekata karakterizira dosljedna primjena načela moderne funkcionalne arhitekture, s posebnim naglaskom na prostorne uvjete za bolesnike. Za izniman doprinos hrvatskoj arhitekturi nagrađena je nagradama „Viktor Kovačić” (1979.) i „Vladimir Nazor” za životno djelo (1995.).
Udala se za Selimira Dumengjića, s kojim nije imala djece. On je također bio istaknuti arhitekt ponajviše zdravstvenih ustanova, koje su djelomično i zajednički projektirali u svom Arhitektonsko-projektnom birou Dumengjić.